# Jerzy Wałga

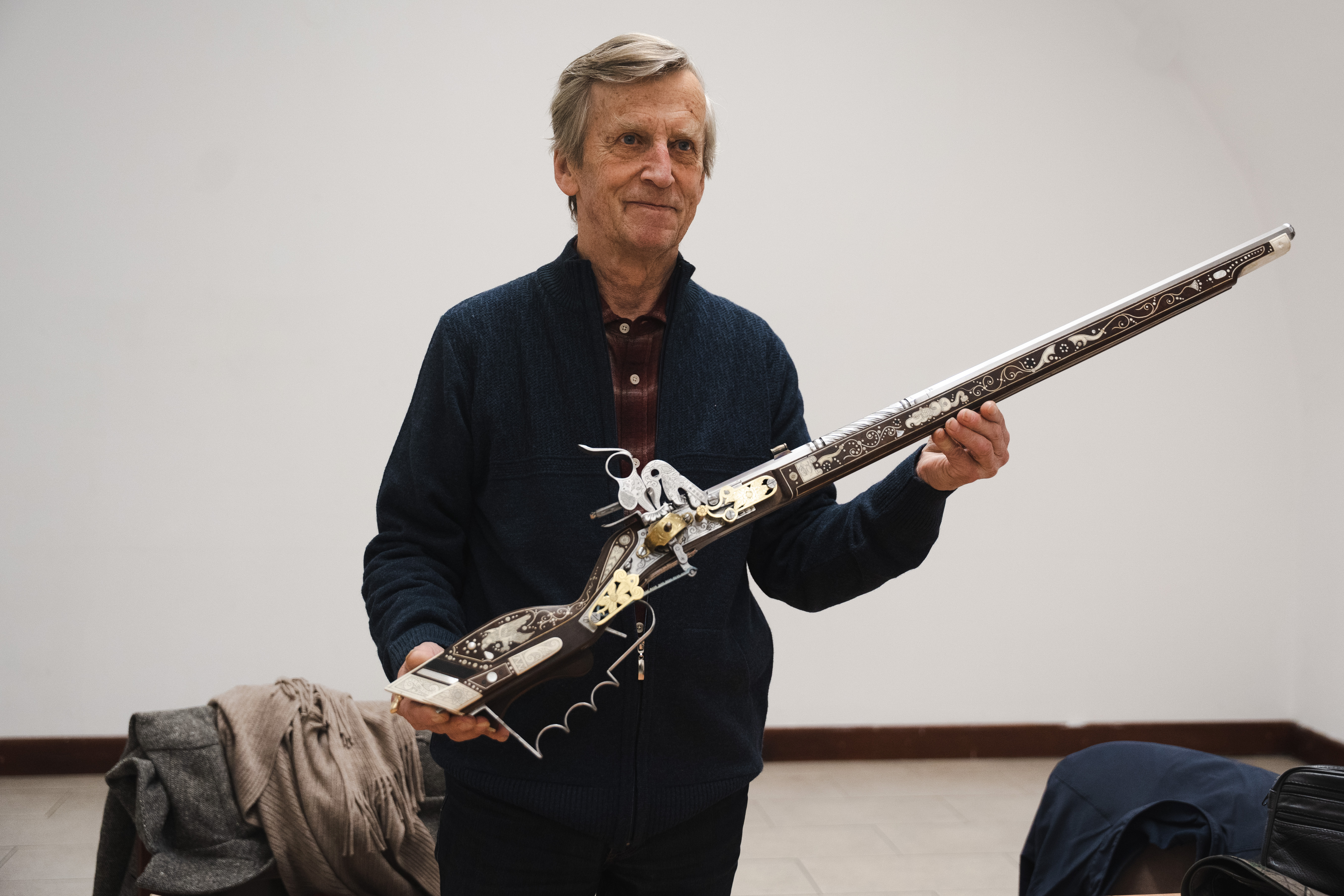
Jerzy Wałga hält eine der von ihm gefertigten Tesching

Jerzy Wałga (* 17. November 1946 in Cieszyn) ist ein polnischer Kommunalpolitiker. Er ist der letzte Büchsenmacher in Europa, der traditionelle Teschinge herstellt.

## Leben
Jerzy Wałga kommt aus einer Familie, in der Traditionen im Zusammenhang mit Kunst und Handwerk stark verwurzelt sind. Er absolvierte in Cieszyn die Grund- und Berufsschule. Seit seiner Kindheit interessierte er sich für das Basteln und das Militärwesen und verbrachte viel Zeit im Museum des Teschener Schlesien sowie in der Werkstatt seines Großvaters Jan Wałga. In der weiterführenden Schule waren seine Lieblingsfächer praktische Kurse in Metallurgie, Materialkunde, Schmiedekunst und Wärmebehandlung. 1968 schloss er die Schule als Meister für Wärmebehandlung ab und 1973 als Werkzeugmacher.
Nach Schulabschluss arbeitete er ab 1978 (mit Unterbrechungen) in den CELMA-Werken in Cieszyn, wo er sich weiterbildete. In den Arbeitspausen in den CELMA-Werken nahm er an der verpflichtenden Ausbildung an der Technischen Offiziersschule der Luftstreitkräfte teil. Dort erlangte er den Titel des Technikers für den Betrieb von MiG-21-Jetflugzeugen.

### Werkstatt
Nach Beendigung seiner Tätigkeit bei CELMA eröffnete er eine Werkstatt, die sich auf die Reparatur von Sportgeräten und kunsthandwerklicher Büchsenmacherei spezialisierte. Er schärft Schlittschuhe, repariert Tennisschläger und Fahrräder sowie andere Sportgeräte, die er ebenfalls wartet. Er war die einzige autorisierte Werkstatt für Skiausrüstung in Szaflary (Polsport).
In der Werkstatt renovierte er neben der Herstellung von Teschingen auch historische Waffen. Er konservierte unter anderem ein Paar Pistolen, die von Karol Wierlik (einem Teschener Büchsenmacher aus der Mitte des 19. Jahrhunderts) gefertigt wurden. Häufig führte er auch Restaurierungen von Denkmälern für das Museum des Teschener Schlesien, das Museum Těšínska, die Burg in Grodziec sowie für den Kunstmäzen Michał Bożek durch.

### Teschener Meisterkammer
Im Jahr 2012 gründete er mit Unterstützung der Stadt Cieszyn und des Schlosses Cieszyn die Teschener Meisterkammer. Sie fördert das Erbe der Region von Teschener Schlesien und des Herzogtums Teschen. Die Kammer informiert zu den Begriffen Teschen-Filigran, Stickerei, Spitze, Gravur, Buchbinderei, Ofenbau, Kristallschleifen (Kuglerstwo) sowie zu den Geschichten der dahinterstehenden Persönlichkeiten, wie Franciszek Horak, Janina Marcinkowa, Teresa Wałga, Albert Palica, Helena Karpińska, Franciszek Bizoń und Ludwik Kuś.

### Schule für Handwerkskunst
Jerzy Wałga als Meister der Büchsenmacherei bildet seit 2023 Schüler dieses Handwerks an der Schule für Handwerkskunst aus, die ihren Sitz im Schloss Teschen hat. Ziel der Schule ist die Bewahrung und Förderung von Handwerkstraditionen in der Region von Teschener Schlesien, wobei der Schwerpunkt die historische Büchsenmacherei ist.

### Matrica des Teschener Landes
Jerzy Wałga ist aktiv im Matrica des Teschener Landes tätig, Mitglied der Ortsgruppe Nr. 1 und auch Mitglied des Hauptvorstands der MTL, in dem er zehn Jahre lang als Vizepräsident für organisatorische und wirtschaftliche Angelegenheiten fungierte. Für sein vorbildliches Engagement erhielt er im Jahr 2013 die höchste Auszeichnung des Vereins, die Ehrenmitgliedschaft im Matrica des Teschener Landes.

### Ratsmitglied
Von 1998 bis 2002 sowie seit 2018 ist er Mitglied des Stadtrats der Stadt Cieszyn. Er engagiert sich intensiv für den Schutz der Kultur und kümmert sich um lokale Angelegenheiten. Als Ratsmitglied arbeitet er in den Ausschüssen für Finanzen, Entwicklung und kommunale Angelegenheiten sowie im Ausschuss für Beschwerden, Anträge und Petitionen. Er gehört der Fraktion Cieszyn Sozialbewegung an.
Im Jahr 2019 fertigte er für den Stadtrat der Stadt Teschen den Stab des Vorsitzenden an, dessen dreifaches Klopfen seitdem die Sitzungen des Rates eröffnet.

## Teschinge (Cieszynka)

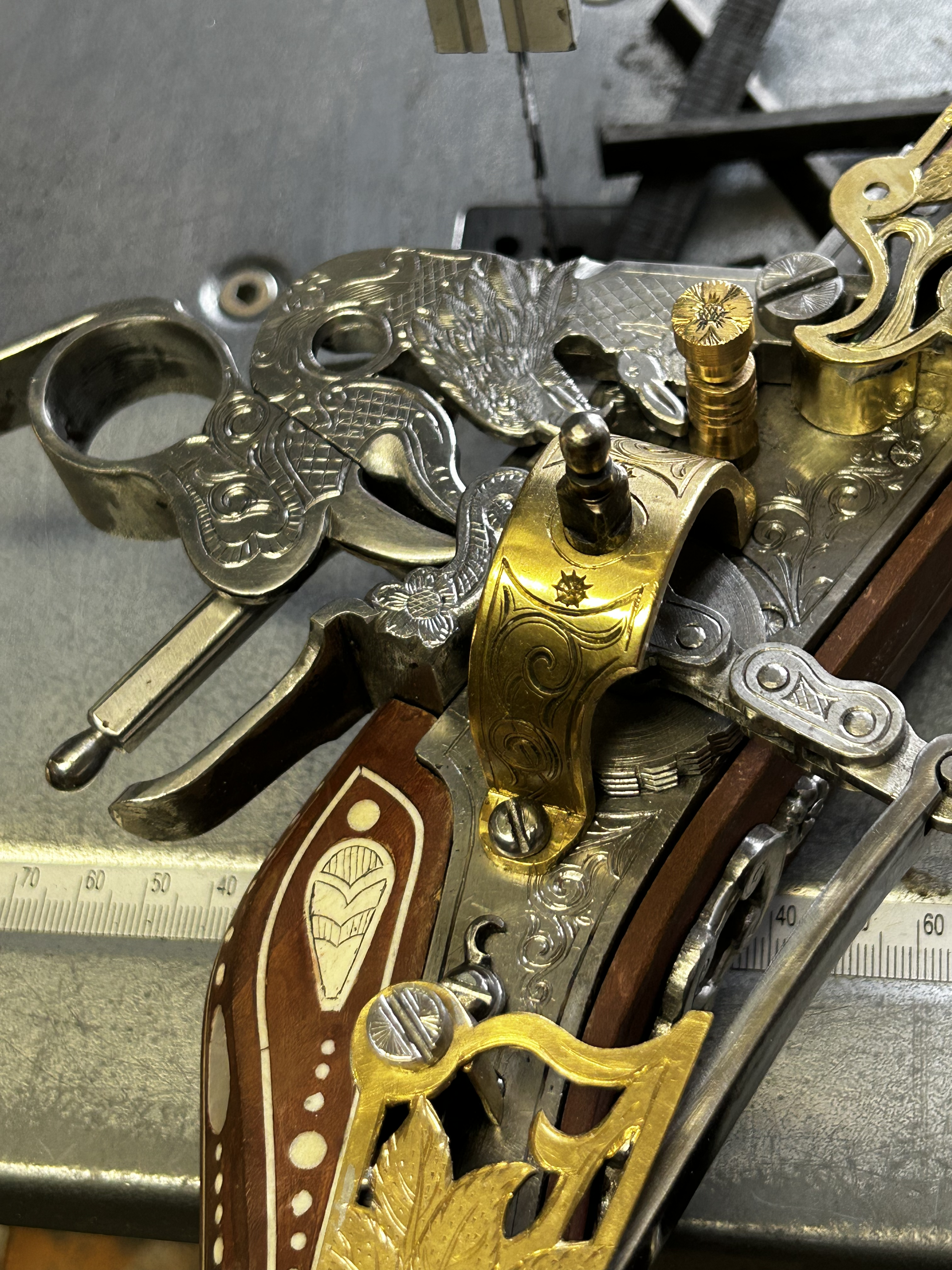
Ein Beispiel für ein reich graviertes Radschloss, das Teschinge ziert, hergestellt von Jerzy Wałga

Den ersten Versuch, Teschinge herzustellen, unternahm Jerzy Wałga Ende 1972. Dabei nutzte er die Fähigkeiten und Ressourcen der Betriebe, in denen er arbeitete. Seither werden Teschinge hergestellt.
In den 1980er Jahren stellte eine spezielle Kommission, die von den Cepelia-Werken in Czechowice-Dziedzice eingerichtet wurde, die Authentizität der hergestellten Teschinge fest. Es wurde festgestellt, dass die von ihm gefertigten Teschinge keine Replikate, sondern Originale sind.
Jede Waffe, die aus den Händen von Jerzy Wałga kommt, wird unter Beibehaltung traditioneller Waffentechniken hergestellt. Jedes Teil wird von Hand gefertigt. Auch die reichhaltige Gravur und Intarsien werden von Hand ausgeführt. Die Arbeit an einem Tesching dauert zwischen 3 und 4 Monaten.
Wałga hat mehrfach Restaurierungen von historischen Teschingen sowie von Museumsexponaten aus ganz Europa oder aus privaten Sammlungen durchgeführt.
Im Jahr 2011, auf besondere Bestellung der Kanzlei des Präsidenten der Republik Polen, Bronisław Komorowski, fertigte er einen Tesching an, der während eines offiziellen Besuchs in Polen im Jahr 2014 dem Präsidenten der Slowakei, Andrej Kiska, übergeben wurde.
Im Jahr 2018 wurde die Kunst des Waffenschmiedens mit Produkten nach der traditionellen Teschener Schule als erster Eintrag in das nationale Verzeichnis des immateriellen Kulturerbes der UNESCO aufgenommen.

## Auszeichnungen
- 1984 – Diplom auf der VII. Ausstellung für Kunsthandwerk 1984[2]
- 1985 – Silbernen Verdienstkreuz der Republik Polen[12]
- 1986 – Preis Arsenał '86[12]
- 1984–1986 – Preis auf der Ausstellung für Kunsthandwerk in Bielsko-Biała[12]
- 1987 – Preis auf der Nationalen Ausstellung für Kunsthandwerk in Krakau[12]
- 2013 – Würde eines Ehrenmitglieds der Mutter[12]
- 2015 – Ehrenauszeichnung Verdienter der polnischen Kultur[12]
- 2015 – Goldener Teschinki-Preis[12]
- 2017 – Goldener Preis für Fähigkeiten und Kompetenzen[13]
- 2022 – Goldene Ehrenauszeichnung für Verdienste um die Woiwodschaft Schlesien[14]
- 2022 - Eintrag in die Enzyklopädie der Persönlichkeiten Polens[1]
- 2023 Nominierung für den Preis der Prinzessin von Asturien im Bereich Kunst[15]
- Goldenes Ehrenzeichen des Ministers für Kultur und Nationales Erbe[12]
- Leopold-Szersznik-Medaille[12]
- Paul-Stalmach-Medaille[12]
- Preis der Stadt Cieszyn für Verdienste um das künstlerische Schaffen, die Verbreitung und den Kulturschutz[12]
- Preis des Gouverneurs des Landkreises Cieszyn für Verdienste um das künstlerische Schaffen, die Verbreitung und den Schutz der Kultur[12]
- Abzeichen eines Ehrenmitglieds der Handwerkskammer in Bielsko-Biała[12]